# Ingrid Kretschmer
Ingrid Erika Kretschmer (* 22. Februar 1939 in Linz; † 22. Jänner 2011 ebenda) war eine österreichische Kartographin, Geographin und Universitätsprofessorin der Universität Wien.

## Leben
Kretschmer studierte an der Universität Wien Geographie und Volkskunde mit dem Dissertationstitel Die thematische Karte als wissenschaftliche Aussageform der Volkskunde mit besonderer Berücksichtigung der Darstellungsmethoden für volkskundliche Stoffgebiete  : eine Untersuchung zur volkskundlichen Kartographie, wo sich schon früh Verbindungen zur Kartographie ergaben. 1966 wurde sie als Universitätsassistentin an die neu geschaffene Professur für Geographie und Kartographie der Universität Wien berufen. 1974 habilitierte sie sich für das Fach „Geographie mit besonderer Berücksichtigung der Kartographie“, und ab 1975 war Ingrid Kretschmer Dozentin für Kartographie. Kretschmer lehrte am Institut für Geographie der Universität Wien und wurde 1988 zur Universitätsprofessorin ernannt. Ihre Spezialgebiete waren die Geschichte der Kartografie, die Thematische Kartographie und die Schulkartographie. Ihr wissenschaftliches Werk umfasst rund 250 Publikationen, darunter mehrere Monographien zu kartographischen Themen sowie zahlreiche Artikel in den wichtigsten Fachjournalen der Geographie und Kartographie. Kretschmer war langjährige Präsidentin (1997 bis 2006) und Ehrenpräsidentin der Österreichischen Geographischen Gesellschaft und von 1995 bis 2006 Vorsitzende der Österreichischen Kartographischen Kommission. 2004 wurde sie für ihre herausragenden, international anerkannten wissenschaftlichen Leistungen und ihre außerordentlichen Verdienste um die Kartographie mit der Mercator-Medaille, der höchsten Auszeichnung der Deutschen Gesellschaft für Kartographie, ausgezeichnet.
Kretschmer wurde am Meidlinger Friedhof bestattet. Im Juni 2013 wurde im 21. Bezirk Floridsdorf der Kretschmerweg nach ihr benannt.

## Schriften (Auswahl)
- Mit Johannes Dörflinger und Franz Wawrik: Österreichische Kartographie. Von den Anfängen im 15. Jahrhundert bis zum 21. Jahrhundert. Institut für Geographie und Regionalforschung der Universität Wien, Wien 2004, ISBN 3-85063-074-9.
- Mit Helga Hühnel: Atlantes Austriaci. Österreichische Atlanten 1561-1918. Böhlau, Wien 1995, Band 1: Österreichische Atlanten 1561–1918. ISBN 3-205-98369-6, Band 2: Österreichische Atlanten 1919–1994. ISBN 3-205-98395-5.
- Mit Johannes Dörflinger und Franz Wawrik: Lexikon zur Geschichte der Kartographie. Von den Anfängen bis zum Ersten Weltkrieg. 2 Bände, Deuticke, Wien 1986, ISBN 3-7005-4562-2.
- Mit Lukas Birsak: Der Kozenn-Atlas – ein österreichischer Schulatlas schreibt Kartographiegeschichte. In: Mitteilungen der Österreichischen Geographischen Gesellschaft. Band 149, 2007, S. 253–284.